# Brita von Cöln
Birgitta «Brita» von Cöln, o von Cöllen, nascuda Stenkell, Stenkels o Steenzelia (m. 1707), va ser una pintora sueca.
Una de les formes d'escriure el seu cognom de soltera, Steenzelia, indica que ella era d'una família clerical. Es va casar amb el pintor Anders von Cöln, i va esdevenir la mare dels pintors Carl Gustaf von Cöln i David von Cöln. El seu marit, que també era un fabricant de paper pintat, pintava retrats dels membres de la cort reial.
Els seus retrats més coneguts i conservats són un retrat del professor Ericus Castovius de 1703, i un retrat del comte Jacob Spens probablement abans de 1704.